# رينا إيكوما
رينا إيكوما (باليابانية: 生駒里奈؛ بالكانا: いこま りな) هي مؤدية صوت ومغنية وممثلة يابانية، ولدت في 29 ديسمبر 1995 في يوريهونجو في اليابان.

## وصلات خارجية
- رينا إيكوما على موقع IMDb (الإنجليزية)
- رينا إيكوما على موقع ميوزك برينز (الإنجليزية)
- رينا إيكوما على موقع ديسكوغز (الإنجليزية)